# Abbaye Saint-Vivant de Vergy
Pour les articles homonymes, voir Vergy.
L'abbaye Saint-Vivant de Vergy est une ancienne abbaye bénédictine du IXe siècle à Curtil-Vergy (Côte-d'Or) dédiée au vendéen saint Vivant. Après sa fondation par la famille de Vergy au pied de leur très convoité château de Vergy, elle a dépendu de l'abbaye Saint-Bénigne de Dijon puis de l'abbaye de Cluny.
C'est l'une des plus anciens établissements monastiques de Bourgogne et elle a été parmi les plus riches. Elle est célèbre pour avoir exploité entre autres, durant près de 650 ans, les prestigieux vins de Bourgogne Romanée-conti et Romanée saint-vivant de l'actuel domaine de la Romanée-conti, terroirs inclus dans l'ensemble de « Climats du vignoble de Bourgogne » inscrits au patrimoine mondial de l'humanité depuis 2015 dans l'ensemble.
Ses bâtiments sont inscrits au titre de monuments historiques depuis 1992.

## Historique

### Contexte
Dans la deuxième partie du IXe siècle, les Normands font de fréquents et profondes incursions en pays francs ; la Neustrie, la plus proche d'eux, est aussi la plus menacée. De plus, dans les années 856-858 cette Neustrie est l'objet d'une violente crise politique : en 856, Louis le Bègue est investi du regnum sur la Neustrie, avec Joseph (l’auteur de l'Historia Translationis Corporum SS. Raynobertti et Zenonis) comme son précepteur ou tuteur. Mais le roi de Bretagne Erispoé, protecteur et beau-père de Louis le Bègue, est renversé par Salomon en 858. Robert le Fort et ses alliés Bretons en profitent pour chasser Louis le Bègue et sa suite de Neustrie. Dans la même période, Charles le Chauve regroupe ses forces autour d’Auxerre en Bourgogne.

### Fondation de l'abbaye
L'abbaye est fondée par Manassès Ier l'Ancien, un peu avant 920. Le site choisi se trouve au pied côté sud de l'éperon rocheux de leur château de Vergy, à un endroit où la pente est très escarpée et présentant seulement un petit replat formé d'une terrasse d'éboulis (moins stable qu'un terrain fait de roche intègre). La question se pose alors de la motivation à choisir cet endroit si peu commode, tandis qu'à seulement quelques centaines de mètres plus à l'ouest se trouve un endroit plus plat - là où s'est ultérieurement constitué le village de Saint-Vivant -, ayant aussi un meilleur accès à l’eau avec la fontaine du Reclus tout proche. 

Certains auteurs ont pensé qu'il y avait déjà là une maison religieuse, ce qui ne résout pas la question et la reporte sur ledit premier établissement.
Quillot donne pour origine la tombe de saint Guérin de Vergy, qui se trouverait sous l'église de l'abbaye. Guérin de Vergy, premier seigneur connu de la famille de Vergy, était un puissant seigneur du royaume de Bourgogne mérovingien, martyr lapidé sur le mont de Vergy en 674 et frère de saint Léger d'Autun. Les deux frères soutenaient l'alliance de la Burgondie et de l'Austrasie, contrariant par cela les plans d'Ébroïn, maire du palais de Neustrie. Guérin, lapidé sur l'instigation d'Ébroïn, est devenu martyr avant que son frère Léger soit aussi assassiné pour les mêmes raisons et par le même personnage.

### IXesiècle
Les reliques de saint Renobert de Bayeux trouvent refuge dans la région d’Auxerre ; selon Lucien Musset, les moines porteurs des reliques vont d’abord à Saint-Vivant-sous-Vergy, puis à Varzy (diocèse d'Auxerre), puis à Quingey (Doubs).
Le doyenné Saint-Vivant de Vergy est fondé en qualité d'abbaye.

### XIesiècle
En l'an mille, l'abbaye est rattachée à l'abbaye Saint-Bénigne de Dijon du temps de saint Guillaume de Volpiano (989-1031), puis agrégé à l'abbaye de Cluny en 1087 sous forme de dépendance médiate.
C'est un doyenné du diocèse d'Autun, qui dirige plusieurs prieurés.
Il est question de pariage avec Louis VI (règne 1108-1137).
En 1023, le seigneur Humbert-Hézelin de Vergy (1000-1060), seigneur de Nuits, archidiacre du diocèse d'Autun puis évêque de Paris, fonde le chapitre de Saint-Denis de Vergy dans le château de Vergy voisin, où s'installent seize chanoines. Il fonde en 1033 la collégiale Saint-Denis sur la colline du château, en arrière du logis seigneurial. L'église Saint-Saturnin de Vergy est construite au pied nord de l'éperon rocheux sur les vestiges d'un sanctuaire du VIe siècle.[réf. nécessaire]
Une charte de 1036 mentionne le « droit spécial de Saint-Vivant de Vergy » sous lequel Gauthier évêque de Chalon cède Saint-Vivant de Vergy à l'abbaye de Cluny. Vu le contexte, ce droit est subséquent à la création de l'abbaye Sainte-Marie de Losne dont il est dit qu'elle a été fondée et dotée par Thierry II, roi des Francs (595-613) et fils de Childebert II dit Childebert jeune, pour en faire le second siège du diocèse de Chalon ; et Saint-Vivant aurait dépendu du diocèse de Chalon.
Au XIe siècle, Saint-Vivant utilise sa dépendance l'abbaye ou prieuré Notre-Dame de Losne pour mettre pied dans la région de Dole.
Le 13 novembre 1131, le duc Hugues II de Bourgogne donne à l'abbaye Saint-Vivant de Vergy les terres incultes, les bois et les champs qu'il possède dans les communes voisines de Flagey et de Vosne.[réf. nécessaire]
Entre 1136 et 1262, Vergy a une trentaine de moines.

### XIIIesiècle
En 1232, la duchesse de Bourgogne Alix de Vergy (1182-1251, veuve du duc Eudes III de Bourgogne, famille de Vergy) fait don de son meilleur vignoble alors baptisé Le Cloux des cinq journaux (actuel romanée-conti - prescrit à Louis XIV - et romanée saint-vivant, cloux pour clos, journal, d'une superficie d'environ 3,4 ares). L'abbaye les exploite durant près de 650 ans, avec les vendangeoirs de l'actuelle rue du Temps perdu de Vosne-Romanée (de l'actuel domaine de la Romanée-conti).[réf. nécessaire] Elle donne aussi des biens sur Vosne et récupère en contre-partie du terrain dans la partie sud du mont de Vergy, sur lequel elle fait aménager un  jardin d'agrément enclos.

### Époque moderne
Jusqu'à son abandon, l’abbaye Saint-Vivant est « un membre considérable », dit Ph. Dhetel, de l'ordre de Cluny. Elle est une des plus anciennes et une des plus riches abbayes de Bourgogne.
XVIIIe siècle, « la grande reconstruction »

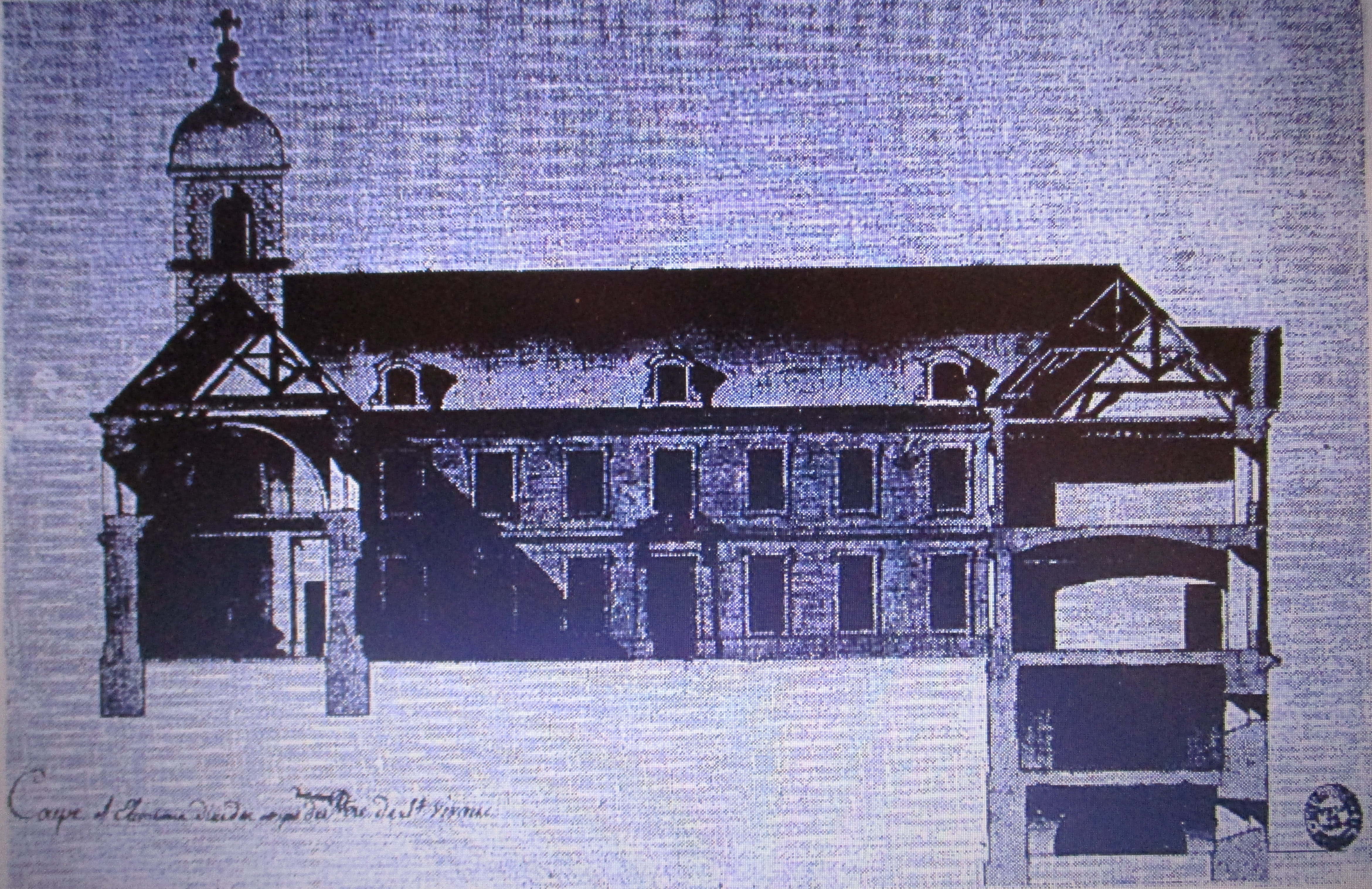
L'abbaye en 1772.

Au milieu du XVIIIe siècle les moines ne sont pas nombreux. De quatre moines en 1678, leur nombre passe à sept, puis neuf. C'est peu, mais assez pour justifier que l'Assemblée du Clergé de 1761 ne ferme pas l'établissement.
En 1762, le sous-ingénieur de la province de Bourgogne Emiland Gauthey et l'architecte chalonnais Pierre Lacroix visitent les lieux. Ils proposent des réparations, et le prieur commendataire Jean Bonnafous du Terrail (1742-1790) souhaiterait s'en tenir à ces travaux. Mais les religieux présents et le prieur claustral dom Godard (un dijonnais) veulent un monastère neuf et au goût du jour. L'architecte Vanot présente deux projets dont l'un inclut de déplacer les bâtiments plus loin, et l'autre de mettre le premier étage du bâtiment claustral au même niveau que le sol de l'église. Un troisième projet, dont Marilier ne dit pas l'auteur, propose un projet de château dans le style Louis XVI (ou néo-classique). C'est un quatrième projet moins grandiose qui est retenu, selon les plans d'un membre éminent de la dynastie d'architectes les Caristie : le dijonnais Jean-Antoine Caristie, qui travaille sur ce projet dès 1765, et en dresse les plans cette même année 1765,.
À partir de 1766, abbaye et bâtiments annexes sont démolis et entièrement reconstruits, église et caves comprises. Ces dernières sont reconstruites sur deux niveaux, voûtées d'arêtes, en dessous de la nouvelle aile sud ; elles sont les principales constructions qui ont subsisté jusqu'à nos jours. L'architecte Christian Laporte, chargé de la restauration du site depuis les dernières années du XXe siècle, a appelé cette étape du XVIIIe s. « la grande reconstruction ». Les revenus de l'abbaye sont sinon considérables du moins importants : 8 565 livres en 1742 ; les travaux avancent rapidement.
Fin de l'établissement
Le 27 mars 1788, la communauté est supprimée par le Conseil du roi. À ce moment, la reconstruction de l'abbaye est terminée mais pas l'aménagement de ses abords. Le 19 mars 1789 intervient la sécularisation des maisons clunisiennes ; il ne reste à cette date, semble-t-il, que le prieur claustral dom Jean-Baptiste Trémolet et deux moines : Denis Marillet et François Admirai. Ils sont expulsés de leurs appartements en juillet 1790.
Pendant la Révolution française, le monastère est déclaré bien national et acheté en 1796 par le maître de forges de Pellerey, Antoine Mollerat, qui fait démolir pratiquement tout le monastère à l’exception de l'église prieurale. La charpente démontée va recouvrir un de ses bâtiments à Pellerey, la grille d'entrée finit au château de Villars-Fontaine….
Au cours du XIXe siècle, les propriétaires se succèdent, l'édifice à l'abandon voit ses bâtiments se dégrader, le lieu est envahi par la végétation et sert de carrière de pierres. En 1828 Félix Maret (de Nuits) rachète les restes et les revend en 1854 à Saint-Père, un architecte ayant château à L'Étang.
Quelques jours après l'élection de Jean XXIII le 28 octobre 1958, un sceau de bulle en plomb de Jean XXII (pape 1316-1334) est trouvé sur le mont de Vergy.

## Abbés ou prieurs
Saint-Vivant est un monastère conventuel double et ses supérieurs sont appelés prieurs ou doyens.
[...]
- 23e prieur, ?-1570 : Jean Marquot[26]
- 24e prieur, 1570-? : Nicolas Jeannin[27], prieur commendataire de Saint-Vivant sous Vergy, conseiller du roi, abbé de Saint-Bénigne, doyen du diocède d'Autun[26]

[...]
- 1762 : Jean Bonnafoux du Terrail, « grand-prieur de Saint-Vivant et Losne unis », cité en 1762 (reconstruction de l'établissement)[28].

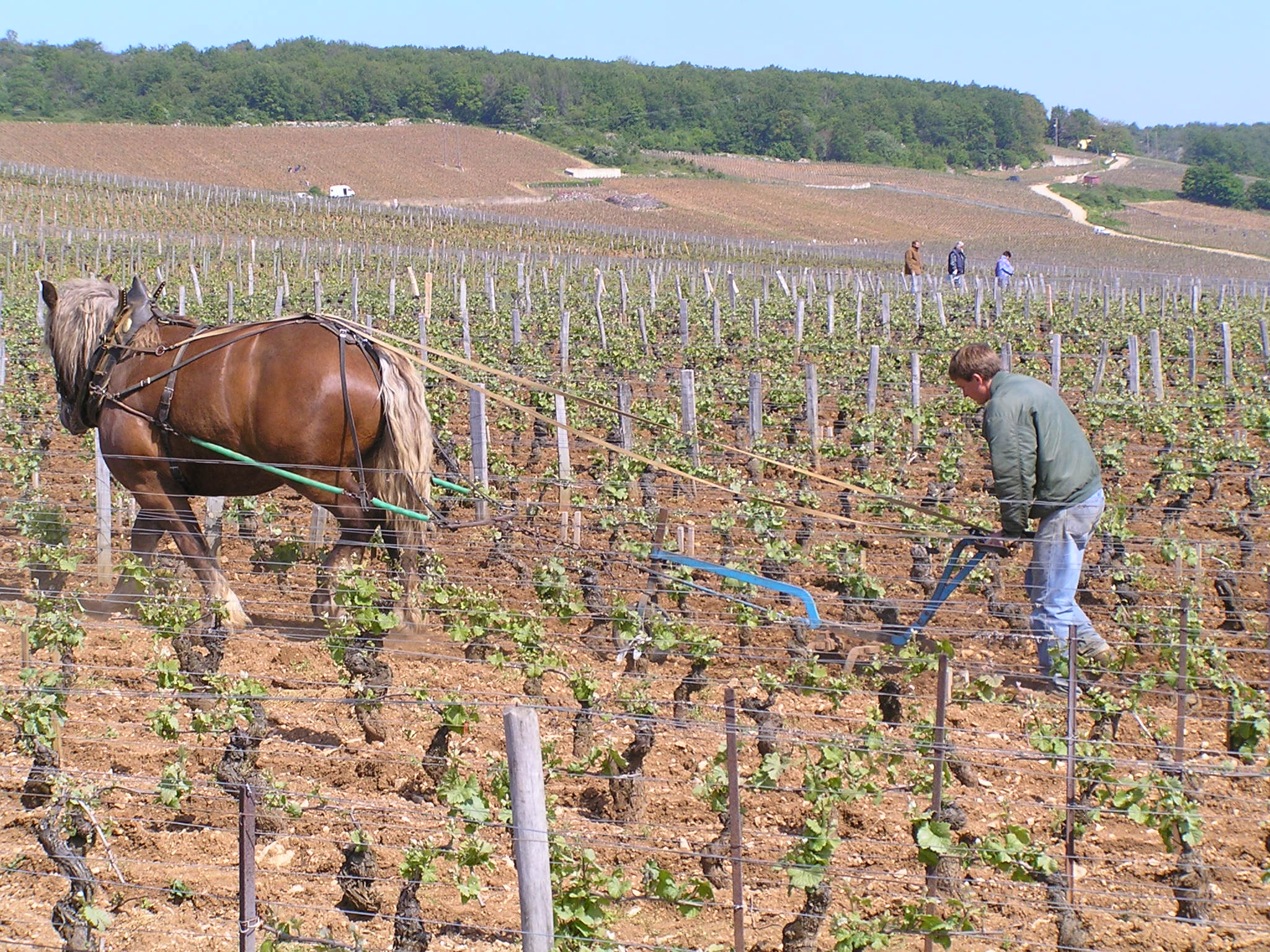
Domaine de romanée-conti

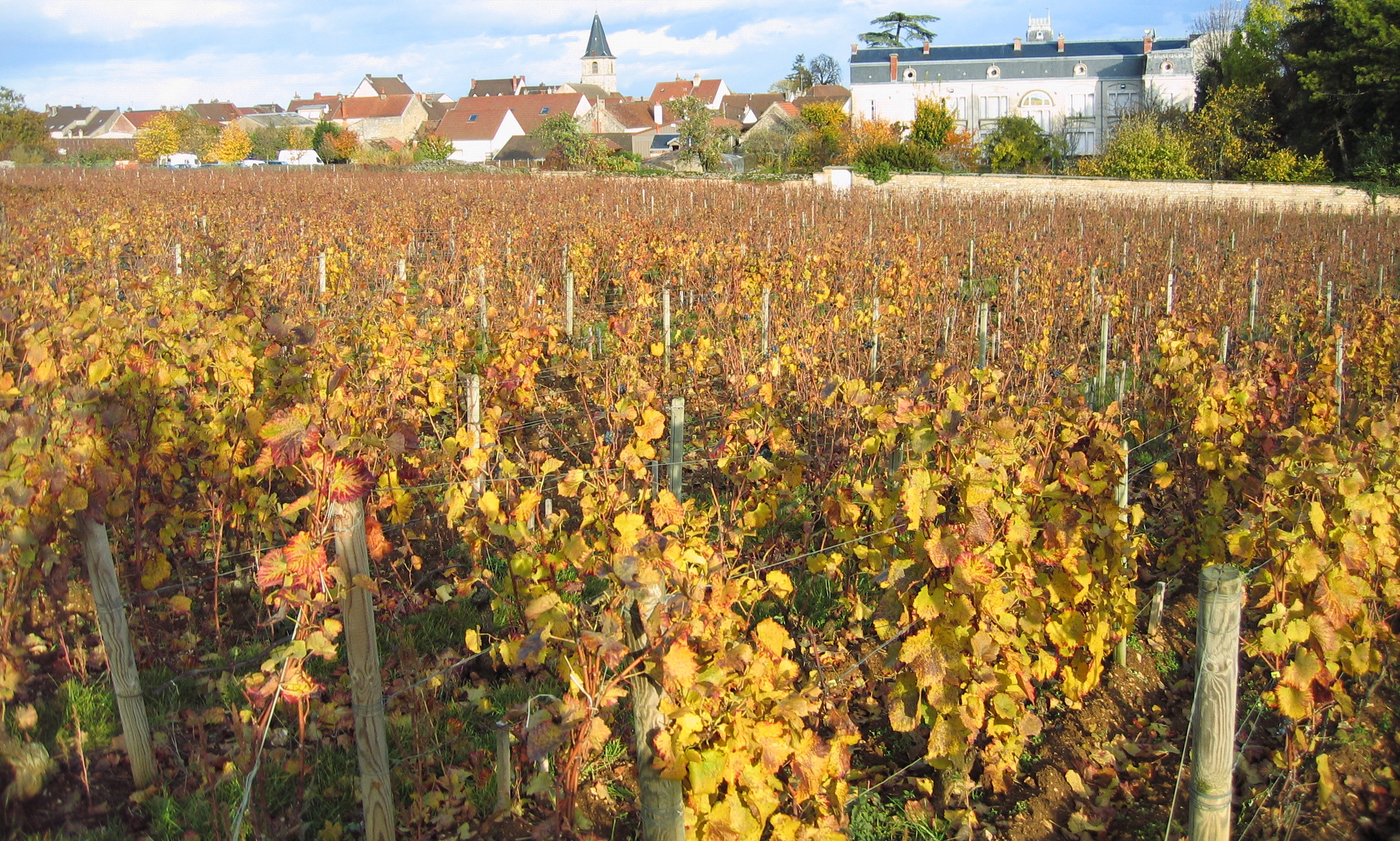
Domaine de romanée-saint-vivant

## Possessions

### Les vignes
Saint-Vivant possédait la plupart des vignes de Vosne-Romanée, devenues de nos jours celles des crus de romanée-saint-vivant et de romanée-conti ; et de nombreuses possessions sur Arcenant (9 km à l'ouest de Nuits-Saint-Georges) et sur le village de Saint-Vivant voisin de l'abbaye. Deux comptes de la fin du XVe siècle montrent que les moines répertoriaient leurs vins non selon les terroirs mais selon le système d'impôts : vins des clos, similaires à la « réserve seigneuriale », sont issus des propriétés cultivées directement par les moines et dont ils se réservent le produit ; vins des cens, procédant de l’équivalent d'un loyer, généralement payé en vin ; et vins des dîmes, impôt dû aux ecclésiastiques. Les vins de tous les clos sont réunis en une seule cuvée ; les vins des cens sont mélangés par paroisse ; et les vins des dîmes ne sont pas nécessairement issus d'une seule paroisse.
Les anciens clos de vigne de romanée de l'abbaye font partie du site des « Climats du vignoble de Bourgogne » inscrits par l'unesco au patrimoins mondial de l'humanité en 2015.

### Les dépendances
Saint-Vivant en Amaous

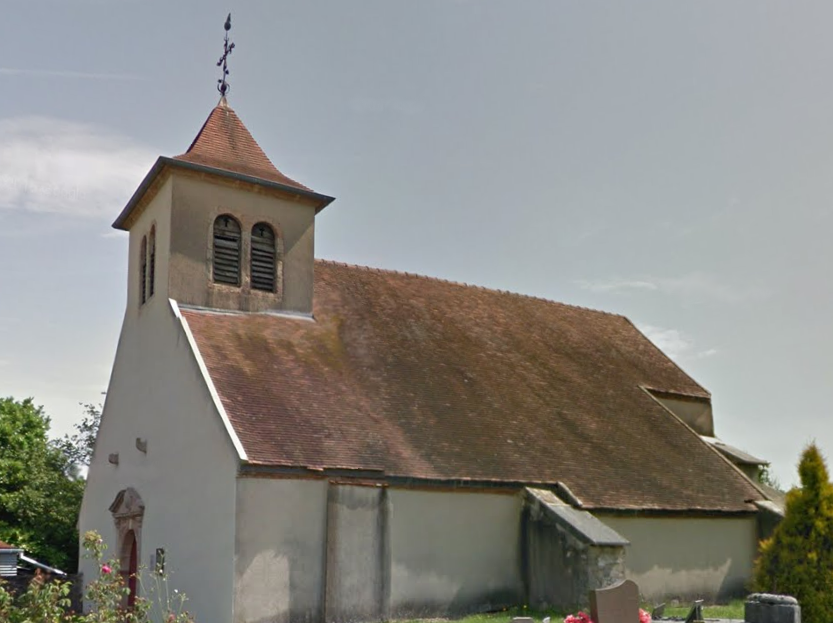
Église Saint-Hilaire de Saint-Vivant en Amaous

La première dépendance, et l'une des plus productives, est le prieuré Saint-Vivant en Amaous, qui leur appartient puisque les moines de Vergy sont ceux qui en venaient. Ce très grand domaine, qui dépend du comté de Bourgogne, du parlement de Dôle, et des princes de la maison d'Autriche, s'étend jusqu'à la Saône et est très largement nanti (« bois, terres, vignes, moulins, justices, cens, corvées et autres revenus ». Vergy perd ce prieuré quand les jésuites du collège de Dole nouvellement créé au XVIIe siècle jettent leur dévolu sur lui pour fonder leur collège : ils font impétrer ce bénéfice par Rome, sous prétexte qu'il est de titre particulier et qu'il a été usurpé par les moines de Vergy ; et que donc l'union des deux monastères est nulle parce que procédant d'une cause vicieuse. Ils obtiennent la dévolution du prieuré d'Amaous au pétitoire mais sont déboutés au possessoire devant le parlement de Dole, dont le procureur général met cependant en séquestre tous les revenus du prieuré d'Amaous sous prétexte qu'il ne s'y tient plus de service religieux. Une séquestre justifiée à plus d'un titre car Vergy a négligé les lieux et, pour faire lever la saisie, doit remettre les bâtiments en état et envoyer deux religieux mansionnaires. Les jésuites de Dole changent de tactique : ils décident de rendre le domaine si onéreux que les propriétaires en demanderont l'aliénation. Les débiteurs sont secrètement encouragés à ne pas payer leur dû, les procès se succèdent, les bénéfices du prieuré sont surtaxés... mais les moines de Vergy tiennent bon. En 1604 Guyon, le recteur du collège de Dôle, se résout à faire appel aux bons sentiments du prieur de Vergy Nicolas Jeannin et lui demande de résigner le prieuré d'Amous en faveur de son collège, moyennant pension. Cette lettre est accompagnée d'une supplique dans le même sens de la part des maire, échevins et conseil de la ville de Dôle. Jeannin, qui ne veut ni perdre son plus gros bénéfice ni s'aliéner les jésuites par un refus net, propose un échange. Cette proposition a pour effet de porter la division dans le camp adverse, qui ne s'attendait qu'à un refus et tombe en désaccord interne quant aux moyens de saisir cette occasion offerte. Les jésuites prennent contact avec Pierre Leclerc, prieur de Notre-Dame de Losne - prieuré qui n’est jusqu'alors uni à l'abbaye de Vergy que par le spirituel ; Leclerc accepte sans grande difficulté de résigner son bénéfice. Pour des raisons procédurales, la résignation se fait en cour de Rome. Finalement l'échange est décidé : Vergy perd les prieurés d'Amaous et de Voisey, et gagne le temporel du prieuré de Losne. Les lettres patentes du roi de France agréant à cet accord sont du 22 juillet 1611, l'accord de Claude de Guise abbé de Cluny date du 31 octobre (1611). Le dossier arrive en cour de Romme dans la 10e année du pontificat de Paul V en 1614, la bulle papale est homolohiée au parlement de Dijon le 28 avril 1616 ; la procédure ayant oublié de mentionner les réserves en faveur de Cluny, une nouvelle bulle d'amendement est produite le 13 juillet 1616 et homologuée à son tour au parlement de Dijon le 13 juillet 1617.
Autres dépendances
Entre 1136 et 1262 Vergy a plusieurs petits prieurés dépendants de un à trois moines, dont :
- abbaye Notre-Dame de Losne ; en 1136 Gauthier (évêque de Chalon ~1128-~1156) la cède à Cluny « sous le droit spécial de Saint-Vivant de Vergy »[12],[n 5]. En 1299 le doyen de Vergy est démis de son droit d’intervention à Losne et de perception des revenus jusqu’en 1324, car des visiteurs ont dénoncé l'absence d'hospitalité et d'aumône. Les bâtiments conventuels dont détruits[14].
  - Charrey[45]
  - Trouhans[45],[n 6].
- Prieuré de Saules : un pouillé du XIVe siècle montre que cette église est au patronage associé du chapitre de Chalon et du prieur de Vergy[46]. En 1284 Étienne et Philippe Charpinel, fils de Guillaume de Marzy, trnsignet avec Louis sire de Beaujeu sur la justice du lieu et prieuré de Saules en Beaujolois[47].
- Détain (Côte-d'Or)[48] : en 1164 Saint-Vivant cède à Citeaux une grande partie du territoire de Détain. À cette occasion, Détain est appelé grange : « omni libertate faciant grangiam suam ». Mais Citeaux ne peut pas payer la dette contractée pour cette acquisition et en 1452 Détain retourne à Saint-Vivant. Il y a une cave à fromage et une bergerie, une carrière de pierre et de lave (toutes mentionnées en 1380), une grange à céréales (bleds), un four, et une église dès 1164. En 1431 elle est occupée par un convers et deux familles de métayers - un des rares site occupés pendant la guerre de cent ans. En 1610 une colonie de lorrains s'installe sur les terres de Détain, avec l'accord des religieux. Au XVIIIe siècle ce domaine comprend le domaine de Grenille, celui de Margaret et des forêts[49]. À quelques centaines de mètres à l'est se trouve une « maison forestière de Vergy »[48].
- Abbaye Lieu-Dieu-des-Champs (commune de Marey-lès-Fussey), établissement de femmes fondé aux environs de 1130 selon Demarthe[50], dans les 20 ou 25 dernières années du XIIe siècle selon Marilier[51], par l’intermédiaire du monastère Saint-Vivant de Vergy ; et affilié à Cîteaux entre la fin du XIIe et le deuxième quart du XIIIe siècle. Alix de Vergy l'affectionnait particulièrement et s'y retirait souvent[50].

Elle a entre autres dépendances la paroisse de Saint-Symphorien-sur-Saône.

## Sauvetage et restauration
En 1996, les ruines du monastère sont rachetées par le GFA de la Romanée-Saint-Vivant. L'Association « Abbaye de Saint-Vivant » est créée trois ans plus tard pour sauver et consolider les ruines du monastère, un des plus anciens édifices témoins de l'histoire de la Bourgogne et des plus prestigieux crus du vignoble de Bourgogne.
L’association entreprend la restauration du site en 2001, avec l'architecte Christian Laporte qui se base sur les plans de Jean-Antoine Caristie de 1775. Dix-sept ans après et pour un coût de 60 000 à 100 000 euros par an financés en partie par l’État et par des mécènes américains (une fondation américaine) et asiatiques (Chine, Hong-Kong, Singapour), les travaux touchent à leur fin.
Pour une anecdote bien bourguignonne, les travaux de restauration ont découvert, mise à l’abri sous une dalle d'une cave, une bouteille de vin encore pleine (dégustée en 2011) datée au carbone 14 soit de 1772 ou approchant, soit entre 1810 et 1860.

## Protection
Les bâtiments de l'abbaye sont inscrits aux monuments historiques depuis le 10 mars 1992.

## Galerie

Vendangeoir du domaine de la Romanée-conti à Vosne-Romanée
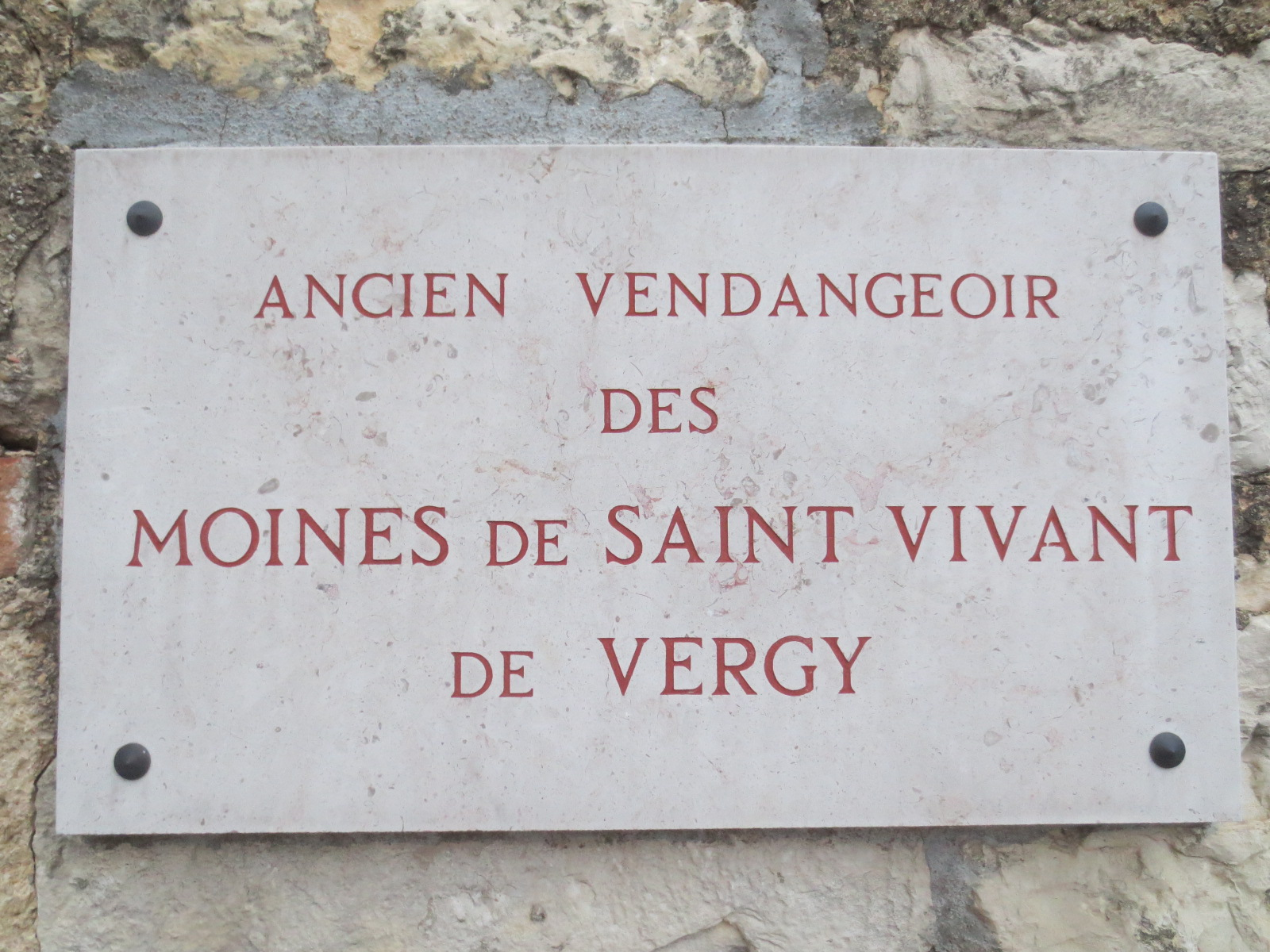
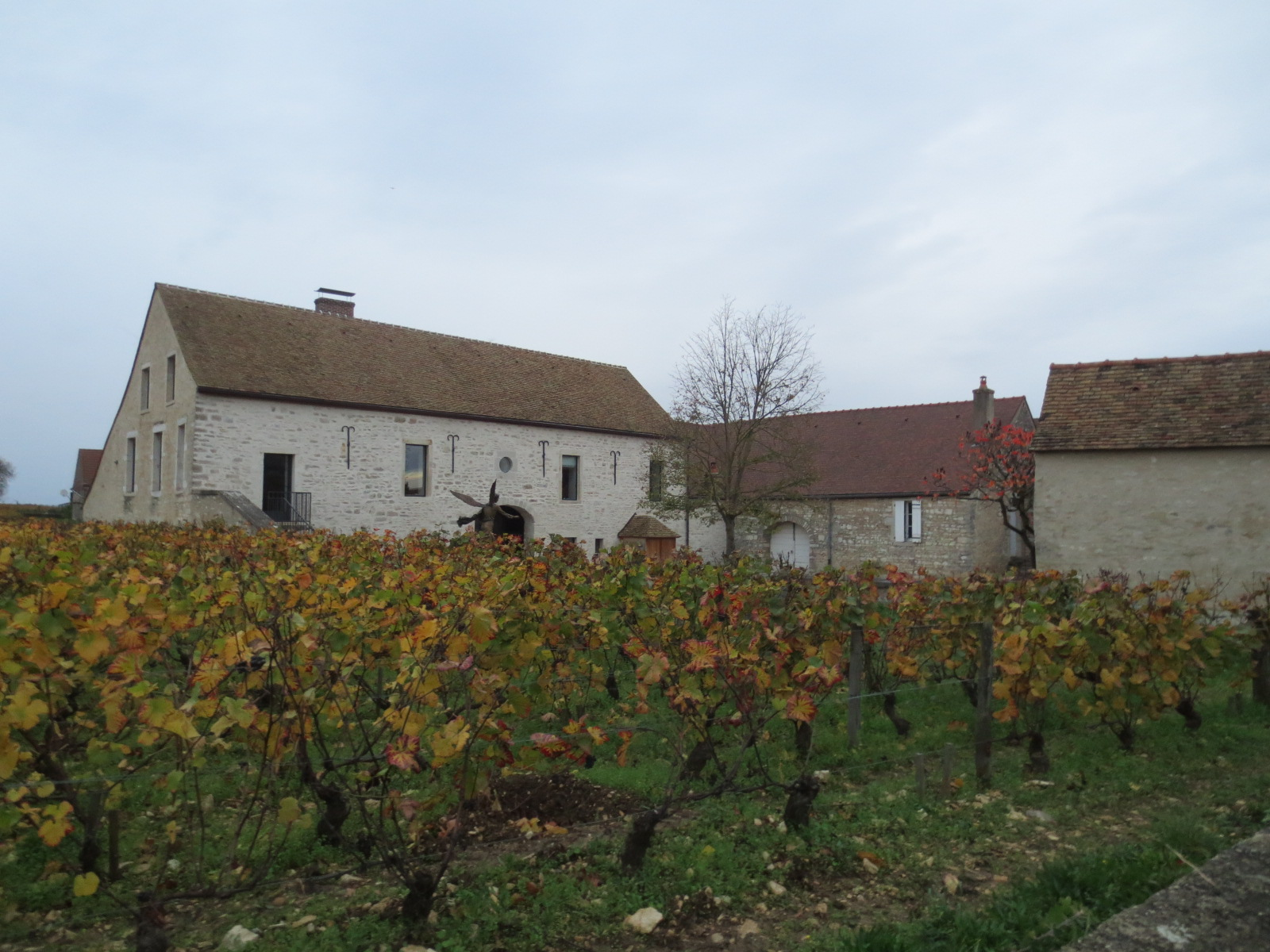
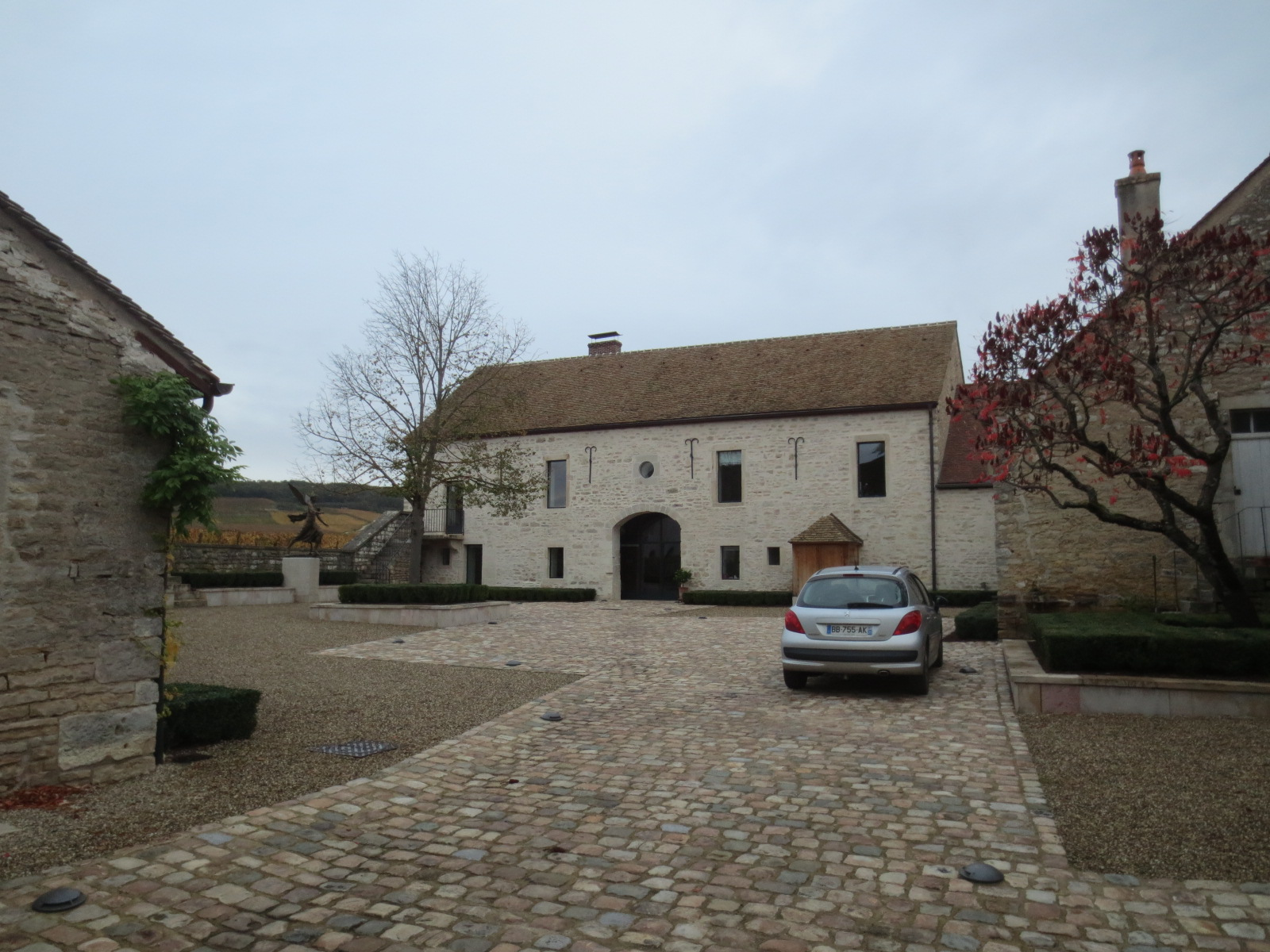
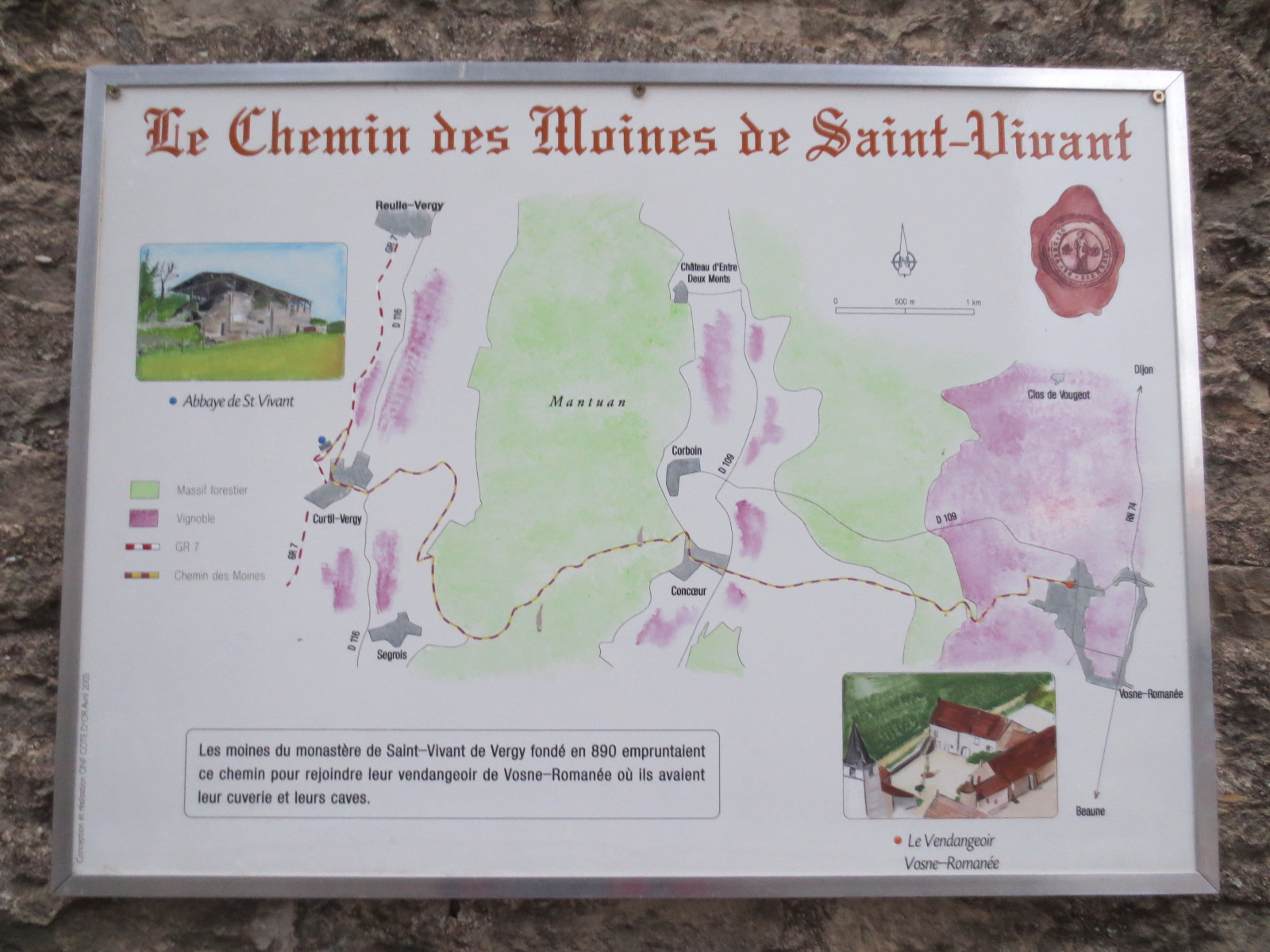